# Dmitri Andreïevitch Tolstoï
Pour les articles homonymes, voir Tolstoï (homonymie).

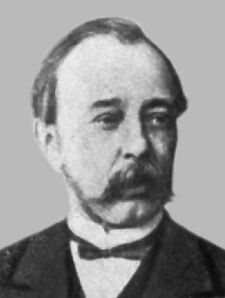
Dmitri A. Tolstoï

Le comte Dmitri Andreïevitch Tolstoï (en russe : Дмитрий Андреевич Толстой), né le 13 mars 1823 et mort le 7 mai 1889, est un homme politique russe. Il est membre du Conseil d'État (1866), procureur du Saint Synode de 1865 à 1880, ministre de l'Instruction publique de 1866 à 1880 et successeur d'Alexandre Vassilievitch Golovnine au ministère de l'Intérieur de 1882 à 1889.

## Mariage
Il épouse Sofia Dmitrievna Bibikova (1827-1907), fille de Dmitri Gavrilovitch Bibikov.

## Biographie
Issu de la célèbre famille Tolstoï, il est un lointain cousin du célèbre écrivain Léon Tolstoï. Dmitri Andreïevitch Tolstoï fut un homme rétrograde responsable de la fracture qui s'établit entre les étudiants et le pouvoir après la mise en place de ses rigoureuses réformes.
Dmitri Andreïevitch Tolstoï étudie au lycée impérial de Tsarskoïe Selo, il en sort diplômé en 1843. En 1853, il entre au ministère de la Marine où il occupe un poste de gestionnaire. Nommé Procureur du Saint-Synode en 1865, il occupe ce poste jusqu'en 1880, lorsque Pobiédonostsev est nommé à sa place, dans le même temps il remplit les fonctions de ministre de l'éclairage.
En 1871, Alexandre II lui confie le dossier de réforme relatif au collège, l'enseignement classique (y compris le grec, le latin, le français, la littérature ancienne entre autres) deviennent les matières principales enseignées dans ces établissements scolaires.

### Ministre de l'Instruction publique

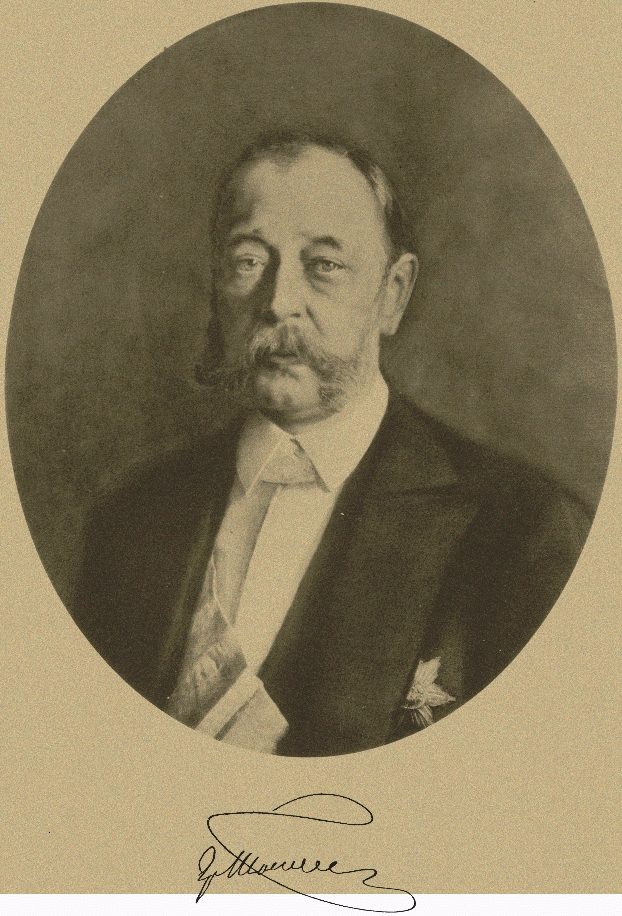
Dmitri Andreïevitch Tolstoï

Dmitri Tolstoï est nommé ministre de l'Instruction publique en 1866 et chef des gendarmes impériaux. Il détruit une grande partie du travail réformateur entrepris par Alexandre Golovnine. Comme il est partisan d'une autorité ferme, les universités et l'éducation connaissent les heures les plus sombres de l'histoire de la Russie. Dmitri Tolstoï considère que les matières scientifiques ont un effet pervers sur l'esprit des jeunes étudiants, engendrant le « matérialisme et le superficiel ». Le comte exclut donc les matières scientifiques contenues dans les programmes scolaires des lycées. L'étude de l'Histoire et de la littérature sont soumises à une surveillance très rigoureuse. Le grec et le latin, la grammaire et les mathématiques prennent une grande place dans l'enseignement, car il juge ces matières comme peu dangereuses pour les écoliers. Ordre est donné aux professeurs de surveiller étroitement leurs élèves et de rapporter au ministère tout comportement subversif « risquant de pourrir la société ». Concernant les universités, les ordres sont tout aussi stricts. Les étudiants suspectés d'opinions nuisibles pour la société sont exclus des examens. Par cette réforme rétrograde, Dmitri Tolstoï provoque une rupture entre les étudiants et le pouvoir, elle dure dix années. En 1880, Andreï Saburov lui succède au poste de ministre de l'Instruction publique.
Dmitri Andreïevitch Tolstoï est considéré comme l'un des chefs du milieu des réactionnaires. Les activités du comte visent à soutenir l'aristocratie russe, la règlementation de la paysannerie et le pouvoir de l'administration sur les autorités locales. On publie à sa demande en 1882 la règlementation temporaire qui provoque la limitation de la liberté de la presse. le comte Dmitri Tolstoï et A. Pazoukhine présentent une prétendue "contre-réforme" qui est très mal acceptée en Russie.
Le comte Dmitri Tolstoï est élu en 1882 président de l'Académie des sciences de Russie à Saint-Pétersbourg. Il écrit un certain nombre d'ouvrages relatifs à l'Histoire de la Russie.
La même année Alexandre III le nomme ministre de l'Intérieur où il succède au comte Nicolas Ignatiev.